# حکایت (آلبوم)
حکایت نام آلبومی از سیاوش قمیشی است که در سال ۱۳۷۱ توسط شرکت کلتکس رکوردز منتشر شد.

## فهرست ترانه‌ها
| نام ترانه     | ترانه‌سرا     | آهنگساز     | تنظیم       |
| ------------- | ------------ | ----------- | ----------- |
| حکایت         | مسعود فردمنش | سیاوش قمیشی | آندرانیک    |
| پرنده‌های قفسی | مسعود فردمنش | سیاوش قمیشی | آندرانیک    |
| از عشق تو     | مسعود فردمنش | سیاوش قمیشی | سیاوش قمیشی |
| هر دوی ما     | مسعود فردمنش | سیاوش قمیشی | سیاوش قمیشی |
| شکایت         | مسعود فردمنش | سیاوش قمیشی | آندرانیک    |
| بچه‌ها         | مسعود فردمنش | سیاوش قمیشی | سیاوش قمیشی |
| اون روزا      | مسعود فردمنش | سیاوش قمیشی | سیاوش قمیشی |
| دریای طوفانی  | مسعود فردمنش | سیاوش قمیشی | سیاوش قمیشی |
| گم کرده       | مسعود فردمنش | سیاوش قمیشی | سیاوش قمیشی |
| چوپان         | مسعود فردمنش | سیاوش قمیشی | سیاوش قمیشی |